# Santiago Juxtlahuaca
Santiago Juxtlahuaca è un comune del Messico, situato nello stato di Oaxaca.